# Sequenza di apertura di Guerre stellari
La sequenza di apertura di Guerre stellari è la caratteristica sequenza iniziale che distingue ogni film della serie principale di Guerre stellari, la saga cinematografica epico-fantascientifica creata dal cineasta americano George Lucas. Si apre con un incipitario testo statico, blu su sfondo nero («Tanto tempo fa, in una galassia lontana lontana....», in inglese «A long time ago in a galaxy far, far away....»), seguito dal logo di Guerre stellari e da un testo scorrevole, entrambi in giallo sullo sfondo dello spazio aperto, che descrive il retroscena e il contesto del film. Le immagini sono accompagnate dal celebre tema musicale Main Title composto da John Williams.
Questa sequenza ha caratterizzato l'inizio di ciascuno dei principali film della saga di Guerre stellari prodotti da Lucasfilm. Sebbene abbia mantenuto gli stessi elementi di base, la sequenza iniziale si è evoluta in modo significativo nel corso della serie. È uno degli elementi più immediatamente riconoscibili del franchise ed è stato spesso oggetto di parodie.
La sequenza di apertura non è stata utilizzata nel film d'animazione Star Wars: The Clone Wars né nei film spin-off della serie Star Wars Anthology (Rogue One e Solo), sebbene tutti e tre i film inizino con il testo incipitario blu. Inoltre, la sequenza di apertura di Solo continua con un breve retroscena presentato nello stesso stile del testo di apertura, mentre The Clone Wars utilizza un narratore per fornire un'esposizione in uno stile simile a un cinegiornale.

## Struttura
Ogni film si apre con il testo blu statico "Tanto tempo fa, in una galassia lontana lontana....", seguito dal logo di Guerre stellari che, inizialmente non inquadrato interamente (le estremità sono oltre la cornice) si restringe di fronte a un campo di stelle, in modo da creare l'illusione di allontanamento dallo spettatore tramite la prospettiva. Mentre il logo si sta ritirando, inizia il testo "scorrevole" in giallo, aperto dal numero e dal sottotitolo dell'episodio (ad eccezione della versione originale di Guerre stellari, per la quale vedi sotto), seguito da un prologo al film di tre paragrafi. Il testo scorre verso l'alto e lontano dalla parte inferiore dello schermo verso un punto di fuga sopra la parte superiore del riquadro in una proiezione prospettica. Ogni versione della sequenza di apertura si conclude con quattro punti di sospensione, tranne nel caso de Il ritorno dello Jedi, i cui punti di sospensione sono solo tre. Quando il testo ha quasi raggiunto il punto di fuga, svanisce, la telecamera si inclina verso il basso (o, nel caso di Star Wars - Episodio II - L'attacco dei cloni, verso l'alto), e il film inizia.
Diverse parole sono scritte in maiuscolo per sottolineare la loro importanza: "MORTE NERA" in Guerre stellari; "L'IMPERO GALATTICO" ne Il ritorno dello Jedi; "ESERCITO DELLA REPUBBLICA" ne L'attacco dei cloni; "PRIMO ORDINE", "REPUBBLICA" e "RESISTENZA" ne Il risveglio della Forza; nuovamente "PRIMO ORDINE" e "RESISTENZA" ne Gli ultimi Jedi; "VENDETTA", "IMPERATORE PALPATINE", "GENERALE LEΙA ORGANA", "REY", "PRIMO ORDINE" e "KYLO REN" ne L'ascesa di Skywalker.
Ogni riga del testo abbraccia la larghezza dello schermo quando entra dal basso. Nella versione fullscreen dei film (rapporto d'aspetto di 4:3) le righe di testo vengono tagliate ai lati finché non sono ulteriormente scorse sullo schermo. Di conseguenza, quando sono visibili le linee complete, il testo è molto più piccolo e più difficile da leggere. Inoltre, lo spettatore ha anche meno tempo per leggerlo.

## Origine

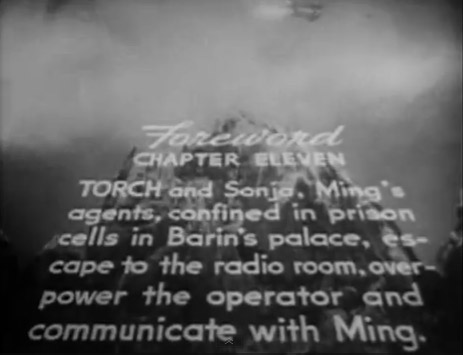
La sequenza di apertura di un episodio della serie televisiva Flash Gordon - Il conquistatore dell'universo

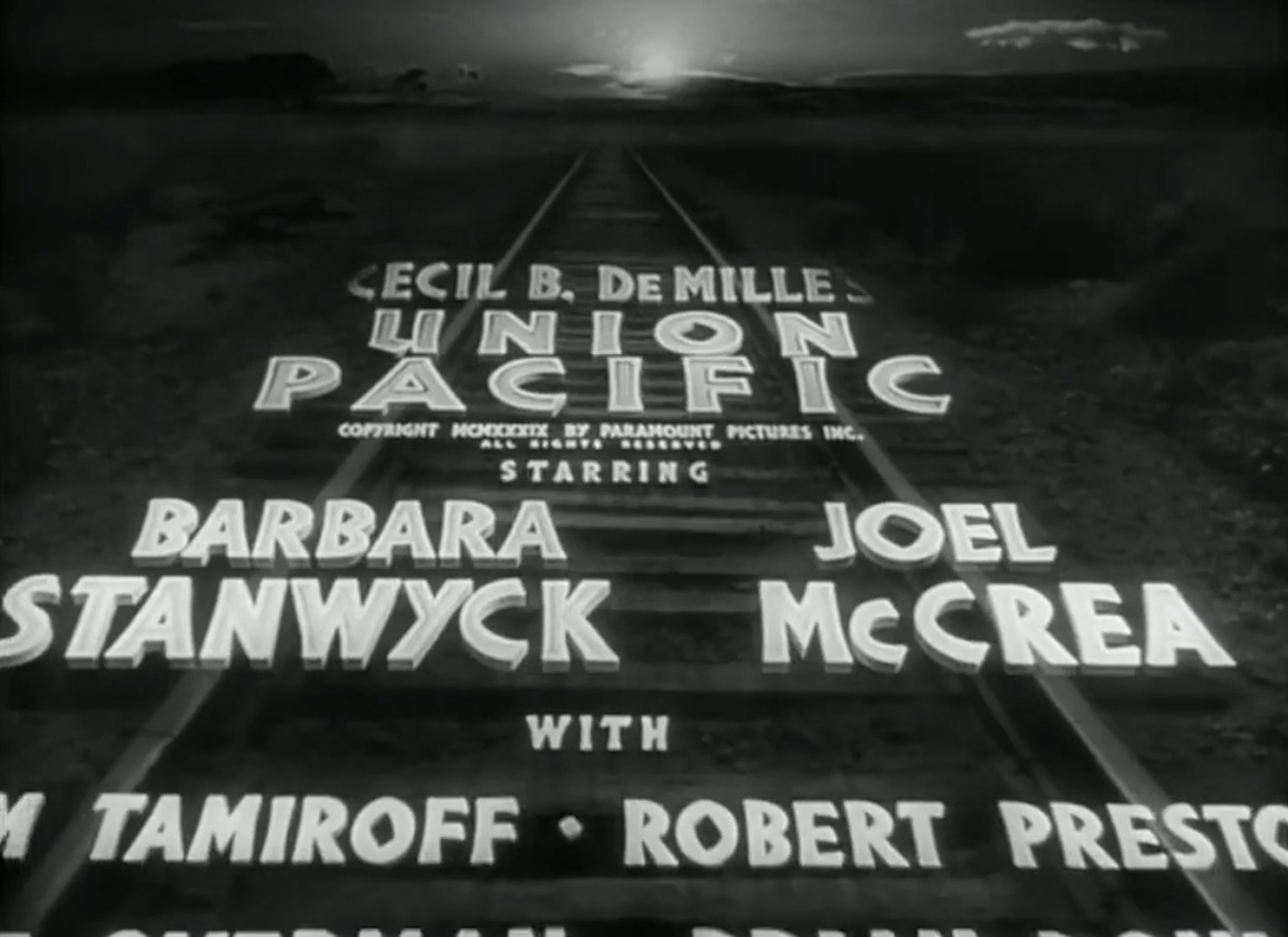
La sequenza iniziale de La via dei giganti diretto da Cecil B. DeMille (1939)

Logotipo di Star Wars di Dan Perri, poi scartato

George Lucas ha dichiarato che la sequenza di apertura è stata ispirata da quelle utilizzate all'inizio di ogni episodio dei serial cinematografici originali Flash Gordon e Buck Rogers, che sono stati l'ispirazione per Lucas per scrivere gran parte della saga di Guerre stellari. Lo sviluppo della sequenza di apertura è avvenuto nell'ambito di una collaborazione tra Lucas e il progettista di sequenze di apertura Dan Perri.
Nel 1976, Lucas ha invitato Perri alla Industrial Light & Magic, l'azienda di post-produzione della Lucasfilm a Van Nuys, California. Perri, che aveva precedentemente lavorato a Incontri ravvicinati del terzo tipo e L'esorcista, suggerì di trarre ispirazione dal film di Cecil B. DeMille del 1939, La via dei giganti, i cui titoli di apertura sono mostrati distorti da una prospettiva acuta e rotolando lungo un binario ferroviario verso un lontano punto di fuga. Lucas fu entusiasta dell'idea e Perri sviluppò schizzi e prototipi di opere d'arte meccaniche. Una delle prime versioni della sequenza di apertura è evidenziata negli storyboard disegnati dall'artista Alex Tavoularis, che raffigura il titolo "THE STAR WARS" come un logo tridimensionale.
Perri progettò anche un logotipo, composto da lettere maiuscole piene di stelle e inclinato verso un punto di fuga per seguire la stessa prospettiva della sequenza iniziale. Lucas alla fine respinse il logo di Perri a causa di problemi di leggibilità, rivolgendosi invece alla grafica Suzy Rice, direttrice artistica dell'agenzia pubblicitaria di Los Angeles Seiniger Advertising. Lucas aveva commissionato a Rice la progettazione di un opuscolo promozionale che doveva essere distribuito ai proprietari di cinema. La incaricò quindi di produrre un logo che avrebbe intimidito lo spettatore e, secondo quanto riferito, ha chiesto che il logo apparisse in stile "molto fascista". Rice, ispirata dalla tipografia storica tedesca, ha prodotto un logotipo audace usando un Helvetica Black modificato e delineato. Dopo alcuni feedback da parte di Lucas, Rice ha deciso di unire la S e la T di STAR e la R e la S di WARS. Il produttore di Lucas, Gary Kurtz, ritenne che il logo funzionasse bene nel titolo di apertura; il logo è stato ulteriormente modificato per appiattire le punte sulla lettera W prima di essere inserito nel taglio finale. Sebbene il logo distorto di Perri non apparisse sullo schermo, è stato ampiamente utilizzato nella pubblicità stampata prima dell'uscita, ed è apparso in primo piano nei manifesti cinematografici che promuovono l'uscita di Guerre stellari sui cartelloni cinematografici nel 1977 (in particolare il poster stile 'A' di Tom Jung, il poster in stile "B" dei fratelli Hildebrandt e il poster in stile "C" di Tom Chantrell).
In un'intervista del 2005, George Lucas ha descritto la nascita dell'impaginazione finale del testo per Guerre stellari. "La sequenza è una cosa così difficile perché devi stare attento a non usare troppe parole che la gente non capirebbe. È come una poesia. Ho mostrato la prima sequenza a un gruppo di amici negli anni '70. È andato avanti per sei paragrafi con quattro frasi ciascuno. Brian De Palma era lì...". De Palma ha contribuito a modificare il testo nella forma utilizzata nel film.

## Realizzazione tecnica
Secondo Dennis Muren, che ha lavorato ai primi sei film, le sequenze sui film della trilogia originale sono state realizzate filmando modelli fisici disposti sul pavimento. I modelli erano di circa 60 cm di larghezza per 1,80 m di lunghezza. L'effetto di scorrimento è stato ottenuto dalla telecamera che si muoveva longitudinalmente lungo il modello. È stato difficile e dispendioso in termini di tempo ottenere un effetto di scorrimento regolare. Inoltre, la Industrial Light & Magic ha prodotto diverse versioni in altre lingue (come italiano, tedesco, francese e spagnolo).
Con l'avvento della grafica generata al computer, le sequenze per la trilogia prequel sono state prodotte molto più rapidamente. Le versioni dell'edizione speciale 2004 del DVD della trilogia originale sono state successivamente aggiornate con sequenze generate al computer come parte del loro restauro e miglioramento.
Kathleen Kennedy, presidente di LucasFilm, ha dichiarato che il film spin-off del 2016 Rogue One avrebbe "più che probabilmente" evitato alcuni elementi tradizionali del franchise, inclusa la sequenza, nel tentativo di distinguerlo dalla serie principale del film. In effetti, Rogue One mantiene l'incipit "Tanto tempo fa, in una galassia lontana lontana....", ma poi taglia immediatamente la scena iniziale senza il prologo scorrevole. Alla fine della scena iniziale, il titolo "ROGUE ONE" si ritira contro un campo stellare, come il titolo "STAR WARS" della serie principale, quindi c'è un taglio alla scena successiva.
Il secondo film spin-off, Solo, non presenta la sequenza, ma un testo introduttivo mostrato frase per frase nello stesso tipo di carattere e colore e immediatamente dopo "Tanto tempo fa, in una galassia lontana lontana....". Questo lo colloca a metà strada tra Rogue One e la saga principale.

## Sequenza di apertura diGuerre stellari: Episodio IV
La sequenza iniziale nel primo film di Guerre stellari è molto diversa dall'intenzione originale di Lucas.
Il testo originale, utilizzato nella versione di lavorazione che ha mostrato agli amici e ai dirigenti dello studio nel febbraio 1977, appare nell'adattamento Marvel Comics del film. Quando è stato originariamente pubblicato nel maggio 1977, il primo film era semplicemente intitolato Guerre stellari, poiché la 20th Century Fox proibì a Lucas di usare un sottotitolo perché poteva essere fonte di confusione, dal momento che non c'erano stati altri film di Guerre stellari prima del 1977. Inoltre, non era certo se il film sarebbe stato seguito da un sequel. Quando L'impero colpisce ancora fu distribuito nel 1980, il numero dell'episodio ("Episode V") e il sottotitolo ("THE EMPIRE STRIKES BACK") apparvero come le prime due righe del prologo scorrevole. Per concordarlo al suo seguito, il numero dell'episodio ("Episode IV") e il sottotitolo ("A NEW HOPE") sono stati aggiunti per la riedizione del film nell'aprile 1981.
La versione originale, senza sottotitoli, non è stata distribuita fino ai DVD in edizione limitata del 2006. Inoltre, va notato che la versione originale della sequenza di Episodio IV presenta la 'R' minuscola in "Rebel spaceships" e "Rebel spies", poiché, all'epoca, "Rebel" (nel significato che assume nell'universo narrativo di Guerre stellari), proprio come "Imperial", non era considerato una sorta di aggettivo simil-demonimo (come lo è ora).